# Sãotoméolijfduif
De sãotoméolijfduif (Columba thomensis) is een vogel uit de familie van duiven (Columbidae).

## Verspreiding en leefgebied
Deze soort is endemisch op het eiland Sao Tomé, behorende tot Sao Tomé en Principe. Deze duif komt op meerdere plekken op het eiland voor, met name in de hoger gelegen oerwoudgebieden en oude koffieplantages. Daarentegen komt de soort nergens in grote groepen voor.

## Gedrag en voeding
De sãotoméolijfduif eet voornamelijk fruit en verplaatst zich naar de plekken waar het fruit het rijkst voor handen is.

## Status
Weliswaar worden steeds meer stukken bos op Sao Tomé gekapt voor de bos- en landbouw, maar dat speelt minder in het hoger gelegen oerwoud. De grootste bedreiging voor de sãotoméolijfduif is de jacht, de vogel is groot en vrij tam en daardoor een makkelijk slachtoffer. De grootte van de populatie is in 2015 geschat op 2600-3700 volwassen vogels. Op de Rode lijst van de IUCN heeft deze soort de status gevoelig.